# Problema da demarcação
Na filosofia da ciência, problema da demarcação (ou, mais raramente ou problema de fronteira ou problema de contorno) refere-se à grande dificuldade outrora existente na distinção entre teorias científicas e teorias não-científicas, à dificuldade em definir as linhas em torno do que seja ciência. Refere-se à natureza e propriedades das fronteiras que promovem a distinção entre ciência e não-ciência, entre ciência e pseudociência, entre ciência e filosofia, entre ciência e religião. Uma forma desse problema, conhecido como o problema generalizado de demarcação engloba todos os três casos simultaneamente.
Depois de mais de um século de diálogo entre filósofos da ciência e cientistas em variados campos, e apesar de um amplo acordo sobre os princípios do método científico, que, se tomado à risca, define precisamente o que vem ou não a ser ciência (teoria científica), as fronteiras limítrofes entre a ciência e a não-ciência continuam a ser debatidas.
A demarcação entre ciência e pseudociência não é um mero problema de debates intelectuais infrutíferos, é de importância social e política.

## Antiguidade
Uma tentativa de demarcação pode ser vista nos trabalhos dos filósofos naturais e praticantes de medicina gregos para distinguir os seus métodos e observações da natureza das tentativas de explicação mitológicas ou místicas de seus predecessores e contemporâneos.
Aristóteles descreveu o que ter conhecimento científico de algo envolve. Ele disse que, para algo ser científico, deve-se lidar com causas, usar demonstração lógica, e identificar os universais que são 'inerentes' aos particulares do sentido. Mas, acima de tudo, para haver ciência, deve-se ter certeza apodítica. É a última característica que, para Aristóteles, mais claramente distingue o modo de conhecer científico. — Larry Laudan, "The Demise of the Demarcation Problem" (1983)
G. E. R. Lloyd observou que, de certo modo, os grupos faziam várias formas de inquirição sobre a natureza para "legitimar as suas posições", assumindo "uma nova forma de sabedoria (…) cujo propósito era criar um conhecimento, ou até mesmo efetividade prática, superior". Escritores médicos da tradição de Hipócrates defendiam que suas discussões eram baseadas em demonstrações necessárias, um tema desenvolvido por Aristóteles em seu Analíticos Posteriores. Um elemento dessa polêmica na ciência era a insistência em uma apresentação clara e inequívoca de argumentos, rejeitando as imagens, analogias e mitos da sabedoria antiga. Algumas de suas explicações naturalistas de fenômenos são imaginativos, com pouco suporte em observações de fato.
Na Roma antiga, Cicero escreveu De Divinatione, uma rica fonte histórica para entender a concepção de cientificidade na antiguidade romana clássica, onde ele usou, implicitamente, cinco critérios de demarcação científica que também são usados por filósofos da ciência modernos.

## Positivismo Lógico
O positivismo lógico, formulado em meados de 1920, defendia que apenas enunciados sobre fatos ou relações lógicas entre conceitos têm significado. Todas os outros enunciados não têm sentido e são chamadas "metafísicos".
De acordo com Alfred Jules Ayer, metafísicos fazem afirmações que dizem conter "conhecimento de uma realidade que [transcende] o mundo fenomênico". Ayer, membro do Círculo de Viena e respeitado positivista lógico inglês, argumentava que fazer quaisquer afirmações sobre o mundo além da própria percepção sensorial imediata é impossível. Isto porque até mesmo as primeiras premissas de metafísicos necessariamente vão começar com observações pela percepção sensorial.
Ayer sugeriu que a linha de demarcação é caracterizada como o lugar a partir de onde enunciados se tornam "factualmente significativos". Para ser "factualmente significativo", um enunciado tem de ser verificável. Para que seja verificável, o enunciado deve ser verificável no mundo observável, ou em fatos que podem ser induzidos de "experiência derivada". Isso é chamado de critério de "verificabilidade".
Esta distinção entre ciência, que, de acordo com a perspectiva do Círculo de Viena, possuía enunciados empiricamente verificáveis, e o que eles chamavam pejorativamente de "metafísica", à qual faltavam tais enunciados, pode ser compreendida como uma forma de representar outro aspecto do problema da demarcação. O positivismo lógico é geralmente discutido no contexto da demarcação entre ciência e não-ciência ou pseudociência. No entanto, "As propostas verificacionistas tinham o objetivo de resolver um problema de demarcação distinto, aquele entre ciência e metafísica".

## Karl Popper
O filósofo Karl Popper estabelece uma demarcação entre o que seja ciência e não-ciência através da definição de que qualquer teoria científica propriamente dita será falseável (Falseabilidade).
Aceita de forma geral entre a comunidade científica atual como divisor de águas e resposta ao problema geral da demarcação, a questão relativa a falseabilidade das ideias implica a posição, científica, de que não se pode garantir que nunca haverá uma observação, uma evidência, um fato a ser descoberto, via experimento ou não, com poder de tornar falsos uma afirmação ou mesmo todo o conjunto de afirmações de uma teoria científica. Segundo Popper, em uma posição verdadeiramente científica, ao fazer-se uma afirmação positiva acerca de como o mundo funciona, necessariamente esta deve aceitar o risco de ser falsa, pois, uma vez dada a impossibilidade prática de conhecimento de absolutamente todos os fatos do mundo natural, este pode em verdade não funcionar - mesmo que em detalhe - como a teoria diz ou prediz. As posições não falseáveis não permitem este tipo de asserção pois são compatíveis com qualquer forma de comportamento (funcionamento) do mundo. Por este motivo, tais tipos de afirmações não carecem em verdade de qualquer conteúdo empírico para sustentar suas veracidades, e encontram-se assim desconexas da obrigatoriedade esperada de acordo com realidade natural.
Por exemplo, a afirmação “as esmeraldas são verdes ou não são verdes.” é uma afirmação não falseável. Qualquer que seja a observação que se faça sobre as esmeraldas esta será compatível com a proposição. Portanto, não é uma afirmação genuinamente científica. Popper sugere que este é um critério para se distinguir entre as teorias que são genuinamente científicas e aquelas que são apenas pseudo-científicas. Assim, as teorias genuinamente científicas são necessariamente falseáveis em virtude da falseabilidades de suas ideias. Teorias que dizem ser científicas mas não aceitam-se com falseáveis são falsa ciência.
De acordo com Popper, nem a teoria da história de Marx, nem a teoria do inconsciente de Freud, podem ser sujeitas ao teste da falseabilidade. Popper argumenta que qualquer que seja a contra-evidência que possamos recolher contra as teorias de Marx ou de Freud, há sempre uma maneira de a teoria se acomodar a essa contra-evidência. Tal tipo de consideração tem sido feita recentemente também a respeito da chamada "teoria das cordas", na área da física. As propostas encontrados na  "teoria do design inteligente"  também encontram-se em situação similar frente à falseabilidade das ideias por fatos. Segundo Popper, estas teorias não são teorias científicas ruins em tratar com seus objetos; na verdade, elas nem mesmo são teorias científicas.

## Falseabilidade
Karl Popper via a demarcação como um problema central na filosofia da ciência. Popper articulou o problema da demarcação como:
Denomino problema de demarcação o problema de estabelecer um critério que nos habilite a distinguir entre as ciências empíricas, de uma parte, e a Matemática e a Lógica, bem como os sistemas “ metafísicos”, de outra.
Falseabilidade é o critério de demarcação proposto por Popper em oposição ao verificacionismo: "enunciados ou sistemas de enunciados, para que sejam classificados como científicos, devem ser capazes de conflitar com observações possíveis ou concebíveis".

### Contra a verificabilidade
Popper rejeitava soluções para o problema da demarcação que estivessem baseados em raciocínio indutivo, e portanto rejeitava a resposta dos positivistas lógicos para o problema da demarcação. Ele argumentava que os positivistas lógicos queriam criar uma demarcação entre o metafísico e o empírico porque acreditavam que as afirmações empíricas eram significativas e as metafísicas não o eram. Diferentemente do Círculo de Viena, Popper afirmava que sua proposta não era um critério de "significado".
O critério de demarcação de Popper foi criticado tanto por excluir atividade científica legítima (…) quanto por dar àlgumas pseudociências o status de científicas. (…) De acordo com Lerry Laudam (1983, 121), isso teve a consequência imprópria de aparentar como 'científico' todo enunciado absurdo que faz afirmações constatavelmente falsas". Astrologia, corretamente considerado por Popper como um exemplo incomumente claro de pseudociência, foi testada e minuciosamente refutada (…) Similarmente, as maiores ameaças ao status científica da psicanálise, outro de seus principais alvos, não vêm de afirmações de que não é testável, mas de que foi testada e falhou nos testes.
Popper argumentava que o problema da indução da tradição de Hume mostra que não há maneira de fazer afirmações universais significativas baseando-se em nenhuma quantidade de observações empíricas. Portanto, enunciados empíricos não são mais "verificáveis" que enunciados metafísicos.
Isso cria um problema para a linha de demarcação que os positivistas queriam traçar entre o empírico e o metafísico. Por seu próprio "critério de verificabilidade", argumenta Popper, o empírico é sujeito ao metafísico, e a linha de demarcação entre os dois se torna inexistente.

### A solução da falseabilidade
Nas produções mais tardias de Popper, ele afirmava que a falseabilidade é um critério tanto necessário quanto suficiente para a demarcação. Ele descreveu a falseabilidade como uma propriedade da "estrutura lógica de enunciados e categorias de enunciados", tal que o status científico ou não-científico de um enunciado não mude com o tempo. Isso foi resumido como um enunciado (teórico) ser falsificável "se e somente se ele contradiz logicamente algum enunciado (empírico) que descreva um evento logicamente possível que fosse logicamente possível de se observar".

## Pós-positivismo de Kuhn
Thomas Kuhn, um historiador e filósofo da ciência estadunidense, geralmente é ligado ao que veio a se chamar pós-positivismo ou pós-empiricismo. Em seu livro de 1962, A Estrutura das Revoluções Científicas, Kuhn dividiu o processo de fazer ciência em duas frentes diferentes, que ele chamou de ciência normal e ciência extraordinária (que ele também chamou, às vezes , de "ciência revolucionária"), e disse que "nós não devemos, creio eu, buscar uma divisão absoluta ou decisiva " em um critério de demarcação. Na visão de Kuhn, "é a ciência normal, em que o tipo de teste do sr. Karl não ocorre, ao invés da ciência extraordinária, que mais distingue a ciência de outras atividades". Isto é, a utilidade de um paradigma científico para a resolução de problemas está em que sugere soluções a novos problemas enquanto continua a satisfazes todos os problemas resolvidos pelo paradigma que ele substitui.
Finalmente, e isto por enquanto é o meu ponto principal, um olhar cuidadoso à empresa científica sugere que ela é a ciência normal, em que o tipo de teste do sr. Karl não ocorre, ao invés da ciência extraordinária, que mais aproximadamente distingue a ciência de outras atividades. Se um critério de demarcação existe (nós não devemos, creio eu, buscar uma divisão absoluta ou decisiva), ela pode estar justamente na parte da ciência que o sr. Karl ignora. — Thomas S. Kuhn, "Logic of Discovery or Psychology of Research?", in Criticism and the Growth of Knowledge (1970), edited by Imre Lakatos and Alan Musgrave
A visão de Kuhn de demarcação é mais claramente expressa em sua comparação da astronomia com astrologia. Desde a antiguidade, astronomia tem sido uma atividade de resolução de problemas, e portanto uma ciência. Se a previsão de um astrônomo falha, então este seria um problema que ele esperaria resolver, por exemplo, com mais medições ou com ajustes da teoria. Em contraste, o astrólogo não tinha tais problemas, já que, naquela disciplina, "falhas em particular não levavam a problemas de pesquisa, pois nenhum homem, por mais habilidoso que fosse, poderia usá-las em uma tentativa construtiva de revisar a tradição astrológica" (…) Portanto, de acordo com Kuhn, astrologia nunca foi uma ciência. — Sven Ove Hansson, "Science and Pseudo-Science", in the Stanford Encyclopedia of Philosophy
Popper criticou o critério de demarcação de Kuhn, dizendo que astrólogos se envolvem em resolução de problemas, e que portanto o critério de Kuhn reconhecia a astrologia como uma ciência. Ele afirmou que o critério de Kuhn leva a um "desastre imenso (…) [a] substituição de um critério racional de ciência por um [critério] sociológico".

## Feyerabend e Lakatos
As publicações de Kuhn contestaram amplamente a demarcação de Popper, e enfatizaram a qualidade humana e subjetiva da transformação científica. Paul Feyerabend estava preocupado com a própria questão da demarcação ser enganosa: a ciência em si não tem necessidade de um critério de demarcação mas, ao invés disso, alguns filósofos estavam tentando justificar uma posição especial de autoridade em que a ciência poderia dominar o discurso público. Feyerabend argumentou que a ciência na verdade não ocupa um lugar especial nem em termos de lógica nem de método, e que nenhuma afirmação de autoridade especial feita por cientistas pode ser mantida. Ele argumentou que, dentro da história da prática científica, nenhuma regra ou método pode ser encontrada que não tenha sido violada ou eludida para avançar o conhecimento científico. Tanto Imre Lakatos quanto Feyerabend sugerem que a ciência não é uma forma autônoma de raciocínio, mas é inseparável do corpo mais amplo de pensamento e questionamento humano.

## Thagard
Paul R. Thagard propôs outro conjunto de princípios para tentar superar essas dificuldades, e argumentou que seria importante para a sociedade encontrar uma maneira de o fazer. De acordo com o método de Thagard, uma teoria não é científica se ela satisfaz duas condições:
1. A teoria é menos progressiva que teorias alternativas por um longo período de tempo, e tem muitos problemas não resolvidos; e
2. A comunidade de praticantes faz poucas tentativas de desenvolver a teoria para encontrar soluções aos problemas, não mostra interesse por tentativas de avaliar a teoria em relação a outras, e é seletiva em levar em conta confirmações contra ou a favor dela.

Thagard especificou que, às vezes, teorias vão levar algum tempo como apenas "pouco promissoras" antes de realmente merecer o título de pseudociência. Ele citou a astrologia como um exemplo: ela estava estagnada em relação aos avanços da física no século 17, e somente depois se tornou "pseudociência" com o advento de explicações alternativas dadas pela psicologia durante o século 19.
Thagard também afirmou que o seu critério não deveria ser interpretado de forma tão restrita a ponto de permitir ignorância proposital de explicações alternativas, ou de forma tão ampla a ponto de desconsiderar nossa ciência moderna em relação à ciência do futuro. Sua definição é prática, e geralmente procura distinguir pseudociência como áreas de pesquisa que estão estagnadas e sem investigação científica ativa.

## As perspectivas de alguns historiadores
Muitos historiadores da ciência se preocupam com o desenvolvimento da ciência a partir de suas origens mais antigas; consequentemente, eles definem "ciência" em termos amplos o suficiente para que sejam incluídas formas antigas de conhecimento natural. No artigo sobre ciência da edição nº 11 da Encyclopædia Britannica, o cientista e historiador William Cecil Dampier Whetham definiu ciência como "conhecimento organizado de fenômenos naturais e suas relações". Em seu estudo sobre ciência grega, Marshall Clagett definiu ciência como "em primeiro lugar, a compreensão, descrição e/ou explicação organizada e sistemática de fenômenos naturais e, em segundo lugar, as ferramentas [matemáticas e lógicas] necessárias para esta empresa". Mais recentemente, uma definição parecida apareceu no estudo sobre ciência antiga de David Pingree: "Ciência é uma explicação sistemática de fenômenos percebidos ou imaginados, ou então é baseada em tal explicação. A matemática encontra um lugar na ciência apenas como uma das linguagens simbólicas em que as explicações científicas podem ser expressas." Essas definições costumam focar mais no conteúdo temático da ciência que no seu método e, dessas perspectivas, a preocupação filosófica de estabelecer uma linha de demarcação entre ciência e não-ciência se torna "problemática, senão fútil".